# Georg Kugel
Georg Kugel (* 4. Januar 1848 in Erfurt; † 3. Oktober 1930 in Eisenach) war ein deutscher Bildhauer und Kunstgewerbler, der auch als Fachschullehrer wirkte.

## Leben und Wirken
Georg Kugel wurde 1848 im preußischen Erfurt als Sohn des Schneidermeisters August Kugel geboren. Nach Besuch der Volksschule trat er 1862 eine Lehre an der privaten „Fortbildungsschule für Handwerker“ des Erfurter Holzbildhauers August Gräf an. 1865 betätigte Kugel sich als Bildhauer und Möbeltischler in München. Ab 1866 ermöglichte ihm ein Stipendium seiner Heimatstadt Erfurt den Besuch der Kunstgewerbeschule Nürnberg, die er erfolgreich absolvierte. 1870 kehrte Kugel frisch verheiratet nach Erfurt zurück. Dort erreichte ihn das Angebot, als Zeichenlehrer an der kunstgewerblichen Zeichen- und Modellierschule der Ruhlaer Meerschaumpfeifenindustrie zu lehren. Hier wirkte er bis 1890 und förderte den wirtschaftlichen und künstlerischen Fortschritt der dortigen Tabakpfeifenindustrie, ab 1879 auch die Töpferwarenindustrie in Bürgel. Kugel wurde von Großherzog Karl Alexander zum Hofbildhauer ernannt. 1881 richtete er in Großbreitenbach eine Zeichen- und Malschule für Porzellanmaler ein. 1890 begründete Kugel in Gotha im Regierungsauftrag eine Gewerbliche Fortbildungsschule, leitete deren technische Abteilung und übernahm deren Direktion bis 1920. 1895 wurde er zusätzlich Direktor der Großherzoglichen Zeichenschule in Eisenach. Ab 1923 war Kugel im Ruhestand und verstarb 1930 in Eisenach.

## Kunstwerke
Auch als Dank an seine Vaterstadt, die ihm mit einem Stipendium das Studium ermöglicht hatte, schuf Georg Kugel mehrere Kunstwerke in Erfurt, besonders für die ornamentale Gestaltung des Anfang der 1870er Jahre in neugotischem Stil errichteten Erfurter Rathauses.
- Kaiser-Statuen an der Schaufassade des Erfurter Rathauses am Fischmarkt; aus Kelheimer Kalkstein gefertigte, 2,80 Meter hohe Skulpturen von Kaiser Friedrich I. (Barbarossa) und Kaiser Wilhelm I.; Barbarossa hatte in Erfurt einen Reichstag abgehalten, Wilhelm I. wurde für die Gründung des zweiten Deutschen Reiches 1871 gedankt. Beide wurden unter kunstvollen Baldachinen in Prachtgewändern und mit den Insignien ihrer Macht dargestellt. Die zwei Kaiser-Skulpturen sollen „höheren Weisungen gemäß“ am 4. Juli 1945 – einige Tage nach dem Einmarsch der Roten Armee in Erfurt – von ihren Sockeln gestürzt worden und auf dem Fischmarkt zerschellt sein.[2] Doch findet sich im Stadtarchiv Erfurt ein Protokoll der Stadtratssitzung am 6. Juni 1950, in dem es heißt: „Die Figuren über dem Rathauseingang am Festsaal sind zu entfernen.“ Demnach wurden sie erst 1950 beseitigt, in Verantwortung des Rates der Stadt und des Oberbürgermeisters Georg Boock.[3]
- Stadtwappen im Schmuckgiebel der Schaufassade des Rathauses
- Zwei Wasserspeier aus Zink an der Rathausfassade, „in der Tracht der Thüringer Wäldler der Ruhlaer Gegend“
- Eine männliche Schmuckfigur unter dem Rathaus-Balkon
- Drei Leuchterträger in Form von „Edelknaben“ oder Pagen im Haupttreppenhaus des Rathauses (nicht erhalten)
- Sechs Statuen in Rundbogen-Nischen am Eckgebäude Arnstädter Straße / Schillerstraße 25 in Erfurt; Das Gebäude gehörte nach dem Ersten Weltkrieg der benachbarten Versicherungsgesellschaft Thuringia, die Statuen wurden 1937 für die Installation einer Lichtreklame entfernt.
- Herrmannsbrunnen, 1875 zur Erinnerung an den Historiker und Stadtrat Karl Herrmann auf dem damaligen Roßmarkt (heute Herrmannsplatz) in der Erfurter Altstadt aufgestellt; Das Denkmal nimmt die Form der nahen Domtürme auf. Inmitten eines achteckigen Wasserbeckens strebt die Denkmalsäule als reich verzierte Fiale in die Höhe. Das Denkmal bezieht sich auf die mittelalterliche Blütezeit von Erfurt.
- „Franzosen-Altar“ (Anbetung der hl. Weisen) 1873 in der Schottenkirche in Erfurt für die in Kriegsgefangenschaft verstorbenen Franzosen katholischen Glaubens; Das Holzmodell stammte von Kugel und wurde von Kunstmaler H. Volkhausen farbig gefasst. Die Franzosen hatten in der Schottenkirche „alltäglich Gelegenheit zu Messe und Predigt“. 1962–1964 wurde der Altar anlässlich einer Renovierung der Kirche beseitigt.[4]

Weiter stammt der Skulpturenschmuck am Bahnhof Eisenach (1903/1904) von Georg Kugel. Hier sind besonders die Kapitelle der Säulen hervorzuheben. Sie zeigen Bahnpersonal mit berufsspezifischen Attributen und Reiseszenen.